# 謝国権「愛」より （秘）性と生活
『謝国権「愛」より ㊙性と生活』（しゃこくけんあいより まるひせいとせいかつ）は、1969年の日本映画。石山健二郎主演、鷹森立一監督。東映東京撮影所製作、東映配給。成人映画（2022年1月の映倫再審査によりR18+）。
封切時のポスターには『謝国権"愛"より ㊙性と生活』と書かれている。
映画のタイトルの謝国権とは性医学評論家で、「愛」よりは、当時出版された謝の新作のタイトル『愛』（池田書店）。同書は"体位"のポーズを解説付きで掲載した写真集で、本作はこれを映画化するという珍品映画である。

## あらすじ
セックス教科書として話題をよんだ、謝国権のベストセラーを、動くセックスカードとして紹介するエロチシズム大作。性のめざめから夫婦生活の奥の奥まで、数多くの症例をあげてバラ色のムードで解説する。

## キャスト
- 三上春太郎：石山健二郎
- 三上一男：吉田輝雄
- 浜三津子：高毬子
- 市子：西岡慶子
- 八木正一：豊田清
- 八木容子：桜むつ子
- 森山由紀：桑原幸子
- 山本花子：三原葉子
- 正岡兼次：沼田曜一
- 正岡町子：八代万智子
- 栗林茂：世良明
- 黒田隆：山城新伍
- 黒田清子：賀川雪絵
- 白木巡査：鈴木ヤスシ
- 村井洋：長沢純
- 安田老人：左卜全
- 安田まさみ：尾花ミキ
- 島田登：南利明
- 島田弓枝：應蘭芳
- ますみ：三笠れい子
- ホステスA：葵三津子
- ホステスＢ：中原かおる

## スタッフ
- 監督：鷹森立一
- 原作：謝国権
- 脚本：池田一朗
- 撮影：飯村雅彦
- 美術：江野慎一
- 音楽：河辺公一
- 録音：広上益弘
- 照明：梅谷茂
- 編集：田中修

## 製作

### 企画
岡田茂東映映画本部長が、1967年7月公開の『大奥㊙物語』以降、路線化していた「㊙シリーズ」の『続大奥㊙物語』『尼寺㊙物語』『㊙トルコ風呂』に続く「㊙シリーズ」第5弾。
1968年3月19日に西ドイツの洋ピン映画『女体の神秘』（大映第一フィルム配給）が日本で公開されると大ヒットを記録し、シリーズ五部作も併せて大ヒットした。これを受け、『性の驚異』などが日本でも続々公開され、これらを性科学映画、性科学映画など称し、説教エロ増長の気配を察して、さっそく機を見るに敏な東映が同種の映画製作を発表した。直接の切っ掛けとなったのは、世上にその名も高き性書でオランダの婦人科医・テオドール・ファン・デ・フェルデ著による『完全なる結婚』の映画化『完全なる結婚』（大映第一フィルム配給、1968年11月9日日本公開）だった。また謝国権原作物では、1961年に大映が『性生活の知恵』を映画化している。
製作発表にあたり、岡田茂は「大人向け性典映画」と銘打ち、 「正しいセックスを教える映画だ。但し、教育映画ではないから、喜劇調にするつもりだ」、「文化が高まれば高まるほど男性の不能は増大の傾向にある。この社会問題に目をそむける訳にはいかない。この映画は多くの症例を通して女性の知らない男の微妙な生理を世に知らせ男性復活を願って製作する」などと述べた。

### 製作過程
原作の『愛』では、女性モデルが全身黒いタイツ一枚に身を包み、体位のポーズをとる写真が好評で、これを生身のモデルを使って"動くセックスポーズ"を売りものにする映画である等とマスコミに書かれたため、謝国権に映画化を打診すると基本了承はされたが、当時東映ポルノ路線が本格化していたこともあって警戒され、「脚本を見て決めたい」と返答された。またモダンバレエ調の体位ダンスを作って男女に幻想シーンで躍らせる案などが出たが、謝に牽制されたこともあり慎重に考慮された。
謝の『愛』は体位の写真とその解説のため、これだけでは映画にならないと判断され、カーセックスや手淫などを取り入れた。

### 撮影
本作までの東映のセックス路線（東映ポルノ）は全て東映京都撮影所（以下、東映京都）で作られたため、本作は東映東京撮影所（以下、東映東京）で作られた初めてのセックス映画だった。東映東京でも女優が脱ぐのはほぼ初めてのケースで、このため他のスタジオで撮影してたスタッフが押し寄せ、蜂の巣を突っついたような大騒ぎになった。本作のスタッフも女優のヌードや際どい濡れ場が見られると最初は喜んでいたが、問題山積で一週間でウンザリとなった。あまりにハレンチなポーズを要求されるため出演辞退者が相次ぎ、三原葉子ら女優にセックス体操をやらせたりしたため、謝から「マジメな態度でやってくれないと困る」とクギを刺された。特に問題になったのが『愛』でも好評だった、全身黒いタイツ一枚であらわなポーズをとる体位の写真を実写でやろうとする試み。この"動くセックスポーズ"は出演者に大不評だった。最初は1968年の第12期東映ニューフェイスの新人・藤井まゆみにやらせようとしたが、藤井に断固拒否された。次にヌードモデル嬢を起用したが、現場で内容を説明すると撮影寸前に逃げ出された。仕方なく『徳川女系図』のフンドシ相撲で一躍名を上げた賀川雪絵に頼んだが、賀川も「フンドシは絞めてもこのモデルだけはやりたくない」と泣きべそをかく始末。賀川は本編でカーセックス好きな人妻役として数シーン出ているため、「この一人二役はおかしい」という助け舟が出されこれを免れた。仕方なくあちこちのプロダクションを物色して当時まだテレビの新人タレントだった川村真樹を起用した。川村は「いきなり五社の作品に出れるので、役柄など贅沢は言えません。巡ってきたチャンスを活かしたい」などと話した。謝は東映に何をされるか心配して自ら撮影現場に乗り込み、この"動くセックスポーズ"を川村に手取り足取り演技をつけた。川村は「ベッドシーンやハダカを撮られるよりよっぽど恥ずかしい」と話し撮影は難航を極めた。意気込んで乗り込んだ謝だったが「理論と実践はなかなか一致しないものだが、それにしてもスチール写真と映画とでは、これほどモデルの反応が違うものなのか」と嘆かせた。
吉田輝雄は東映東京で本作、東映京都で石井輝男監督の『異常性愛記録 ハレンチ』を掛け持ち。両撮影所で裸の女優の相手を行い、「いくら仕事でもこうハダカの女優さんと接しているとボクの奴がダメになりやしないかと心配です」と神妙に話した。

## 宣伝

### キャッチコピー
映画のポスターに「問題のセックスカードがスクリーンで動き出す」と大きく宣伝文句が書かれ、「すべての問題にズバリ解答―」「1時間30分で、たっぷり見せます、教えます！」などの惹句が書かれた。

## 興行
東映ポルノのタイトル命名は全て岡田茂で、1969年は正月明けから『残酷・異常・虐待物語 元禄女系図』『にっぽん'69 セックス猟奇地帯』、本作『謝国権「愛」より ㊙性と生活』『異常性愛記録 ハレンチ』『妾二十一人 ど助平一代』『㊙女子大生 妊娠中絶』と、メジャー映画会社とは思えない振り切ったエログロ満載の文字づらを並べて売りまくり、当時の東映のピンク映画（東映ポルノ）は、ピンクプロダクション製作のピンク映画顔負けどころか、遥かに凌駕するドギつさといわれ、映画関係者から「これが本当に映画人のセンスなのか？」と呆れられた。女優たちも、この後どんな凄い題名が続出するかビクビクしていたといわれる。芸能記者の間では「東映の女優たちには、あなたいま何に出演してる？と聞かないのが思いやり」というのが合言葉だった。但し、桂千穂は「大蔵貢と岡田茂は映画のタイトルをつけることにおいては二大名人」と評価している。

## 同時上映
『暗黒街最後の日』（再映）
- 主演：鶴田浩二 / 脚本・監督：井上梅次

## 興行成績
新作1本に旧作を添えた番組ながら、謝国権原作の映画化ということが興味を呼んで、Aの下といった動員。『暗黒街最後の日』が旧作再上映であることを考えれば健闘といえた。プロモーションで興味本位の男性客を巧みに捉えたことが成功の原因と分析され、地方興行でも、内容の特異性の売り込みに成功した。成人指定の関係から約90％の観客は男性で平均年齢は高いが、20代から50代までムラのない動員を示した。

## その他
当時、東映教育映画部門が8ミリを製造・販売していたため（詳細は東映ビデオ参照）、岡田製作本部長が「映倫マークが入っているから、どこで上映しても問題は起こらない。温泉旅館などで、高い金を取られてつまらんブルーフィルムを見せられるより、はるかに楽しいのではないか」と、本作は性の教育映画だから8ミリで売っても問題ないと、8ミリで売り出そうと発案した。劇映画の縮小版は東宝が16ミリで既に売り出してはいたが、当時映写機は家庭にそれなりに普及していたため、ピンク映画が家庭に入り込むようになれば前代未聞だったが、時期早尚と見られ、発売はされなかったと見られる。